# Hannberg (Waischenfeld)
Hannberg ist ein Gemeindeteil der Stadt Waischenfeld im Landkreis Bayreuth (Oberfranken, Bayern). Die Gemarkung Hannberg hat eine Fläche von 6,684 km². Sie ist in 1333 Flurstücke aufgeteilt, die eine durchschnittliche Flurstücksfläche von 5013,90 m² haben. In ihr liegen neben dem namensgebenden Ort die Gemeindeteile Kugelau, Neusig und Zeubach.

## Geografie
Das Dorf Hannberg liegt im zentralen Teil der Fränkischen Schweiz und einen halben Kilometer südöstlich des Zeubaches. Die Nachbarorte sind Zeubach im Norden, Kugelau und Neusig im Nordosten, Sauerhof im Südosten, Langenloh im Südwesten und Waischenfeld im Nordwesten. Das Dorf ist von dem zwei Kilometer entfernten Waischenfeld aus über die Kreisstraße BT 15 und eine in Zeubach von dieser abzweigende Ortsverbindungsstraße erreichbar.

## Geschichte
Bis zur Gebietsreform in Bayern war Hannberg der Gemeindesitz einer gleichnamigen Gemeinde im Landkreis Pegnitz, zu der die Orte Kugelau, Neusig und Zeubach gehörten. Die mit dem bayerischen Gemeindeedikt von 1818 gebildete Gemeinde hatte 1961 insgesamt 261 Einwohner, davon 100 in Hannberg, das damals 21 Wohngebäude hatte. Im Zuge der Gebietsreform in Bayern wurde Hannberg am 1. Juli 1972 nach Waischenfeld eingemeindet.

## Baudenkmäler

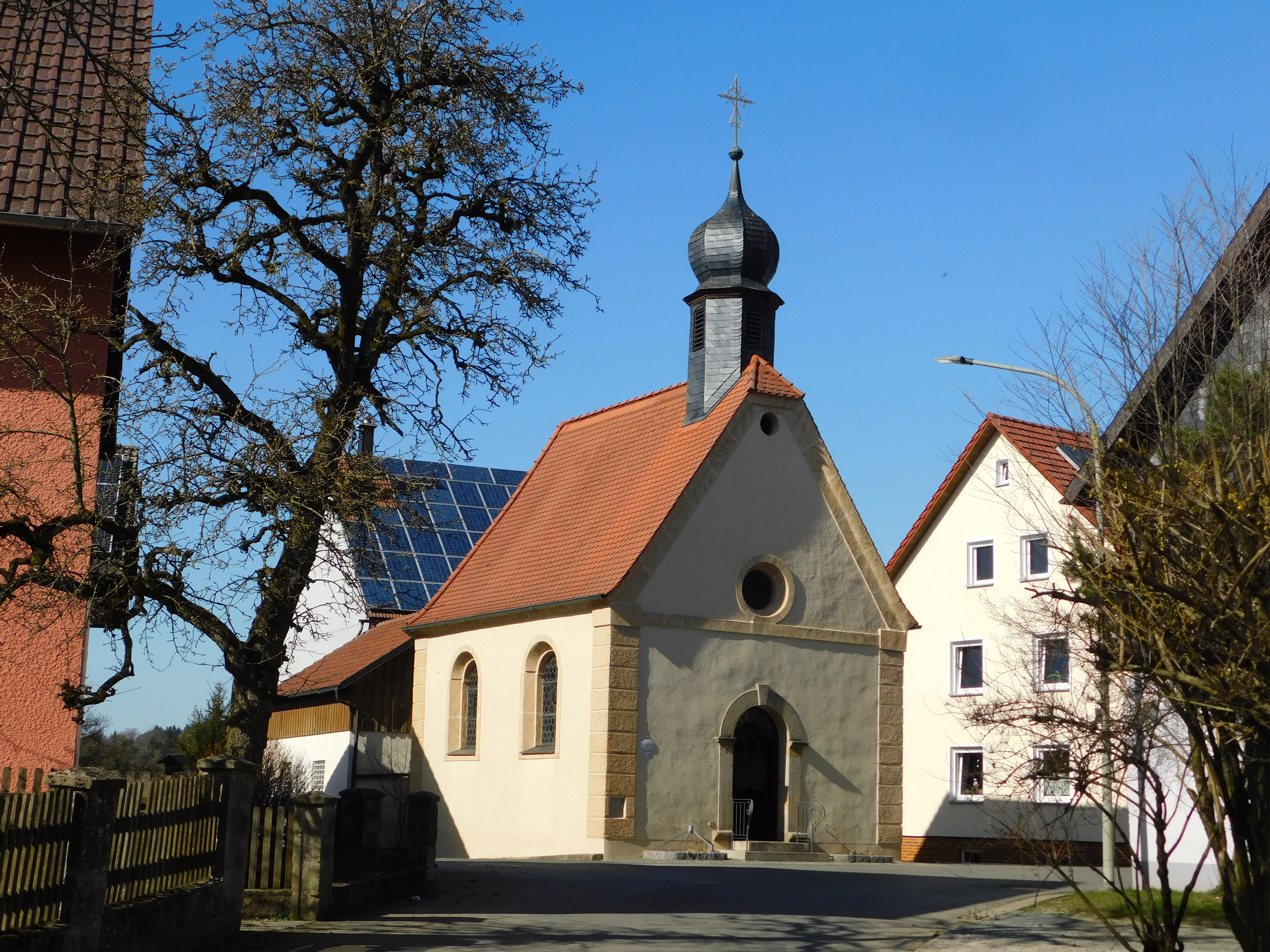
Kapelle „St. Johannes der Täufer“

Baudenkmäler sind die katholische Kapelle „St. Johannes der Täufer“, ein Bildstock und eine westlich des Dorfes stehende Feldkapelle.